# Vlag van Korendijk

Vlag van de gemeente Korendijk (1985-2019)

De vlag van Korendijk is op 29 januari 1985 bij raadsbesluit vastgesteld als de gemeentevlag van de Zuid-Hollandse gemeente Korendijk. De vlag kan als volgt worden beschreven:
Blauw, met tegen de broekzijde 2 halve tussen 2 kwart witte liggende ruiten van respectievelijk 1/3 en 1/6 vlaglengte. Op de scheiding van broeking en vlucht 2 hele tussen 2 halve witte liggende ruiten met respectievelijk 1/3 en 1/6 vlaghoogte en 1/3 vlaglengte en een gele vluchtkeper reikend tot de scheiding van broeking en vlucht. De top ervan is een blauwe liggende ruit van dezelfde grootte als de witte. Rechts grenst aan de keper een groene vluchtdriehoek die 1/3 vlaglengte lang is.
De vlag is een interpretatie van de wapens van de gemeenten waaruit Korendijk is ontstaan en is ontworpen door Henk 't Jong. Het is een grafisch ontwerp dat lastig te beschrijven is.
Op 1 januari 2019 ging Korendijk samen met de gemeenten Binnenmaas, Strijen, Cromstrijen en Oud-Beijerland op in de gemeente Hoeksche Waard. De vlag kwam daardoor als gemeentevlag te vervallen.

## Verwante afbeeldingen

Het wapen van Korendijk
Het wapen van Piershil
Het wapen van Korendijk (na 1817 Goudswaard)
Het wapen van Nieuw-Beijerland
Het wapen van Zuid-Beijerland

Alkemade 
· Ameide 
· Ammerstol 
· Arkel 
· Asperen 
· Benthuizen 
· Bergambacht 
· Bergschenhoek 
· Berkel en Rodenrijs 
· Bernisse 
· Binnenmaas 
· Bleiswijk 
· Bleskensgraaf en Hofwegen
· Bodegraven 
· Boskoop
· Brielle 
· Cromstrijen 
· De Lier 
· Delfshaven 
· Dirksland 
· Everdingen 
· Geervliet 
· Giessenburg 
· Giessenlanden
· Goedereede 
· Goudswaard 
· Graafstroom 
· 's-Gravendeel 
· 's-Gravenzande 
· Groot-Ammers
· Hagestein 
· Haastrecht 
· Hazerswoude 
· Heenvliet 
· Heerjansdam 
· Hei- en Boeicop
· Heinenoord
· Hellevoetsluis 
· Hillegersberg
· Jacobswoude
· Kamerik
· Korendijk
· Koudekerk aan den Rijn
· Krimpen aan de Lek
· Langerak
· Leerdam
· Leidschendam
· Leimuiden
· Lexmond
· Liemeer
· Liesveld
· Maasland
· Middelharnis
· Mijnsheerenland
· Moerhuizen
· Moerkapelle
· Molenwaard
· Monster
· Moordrecht
· Naaldwijk
· Nederlek
· Nieuw-Beijerland
· Nieuwerkerk aan den IJssel
· Nieuw-Lekkerland
· Nieuwpoort
· Nieuwveen
· Noordwijkerhout
· Nootdorp
· Numansdorp
· Oostflakkee
· Oostvoorne
· Oud-Alblas
· Oud-Beijerland 
· Oude-Tonge 
· Oudenhoorn 
· Ouderkerk 
· Ouderkerk aan den IJssel
· Overschie
· Piershil 
· Pijnacker 
· Poortugaal 
· Puttershoek 
· Reeuwijk 
· Rhoon 
· Rijnsaterwoude 
· Rijnsburg 
· Rijnwoude 
· Rockanje 
· Rozenburg 
· Sassenheim 
· Schelluinen 
· Schipluiden 
· Schoonhoven 
· Schoonrewoerd 
· Sommelsdijk 
· Spijkenisse 
· Streefkerk 
· Strijen 
· Ter Aar 
· Valkenburg 
· Vianen 
· Vierpolders 
· Vlist 
· Voorburg 
· Voorhout 
· Warmond 
· Wateringen 
· Westmaas 
· Westvoorne 
· Woerden 
· Woubrugge 
· Zederik 
· Zevenhoven 
· Zevenhuizen 
· Zevenhuizen-Moerkapelle 
· Zuid-Beijerland 
· Zuidland 
· Zwammerdam 
· Zwartewaal